# Алые паруса (мюзикл)
«А́лые паруса́» — мюзикл по одноимённой повести Александра Грина на музыку Максима Дунаевского, стихи и либретто Михаила Бартенева и Андрея Усачёва. Оригинальная версия поставлена театральной компанией «Русский мюзикл» (АНО «Музыкальное сердце театра») в 2013 году. Мюзикл имеет несколько версий в разных театрах Российской Федерации.

## История создания
Идея постановки мюзикла принадлежит композитору Максиму Дунаевскому. По его словам, музыкальный материал, состоящий из 27 номеров, был создан им всего за три дня. Первый вариант в постановке Алексея Бородина был представлен публике 24 января 2010 года на сцене «РАМТа», Алексей Бородин категорически был против определения «мьюзикл», он утверждал что это скорее музыкальный спектакль, Максим конечно пытался поставить звездочку напротив количества мьюзиклов, в следствии этот спектакль в постановке РАМТа получил премию «Звезда Театрала» в номинации «Лучший музыкальный спектакль» . Этот спектакль идёт здесь по сей день.
В 2011 году Дунаевский перерабатывает «Алые паруса» для проката в «Театре музыкальной комедии» города Екатеринбурга. Премьера состоялась 27 мая. Эта постановка стала лауреатом трёх наград премии «Музыкальное сердце театра», в том числе в номинации «Лучшая музыка». На этой версии основывались постановки в других городах России. Пермская и Новосибирская, помимо наград «Музыкальное сердце театра» (см. #Награды и номинации), обладают по одной «Золотой маске»: за лучшую работу дирижёра и лучшую работу режиссёра, соответственно.
В апреле 2013 года началась работа по созданию новой постановки в Москве (оригинальная версия). В команду создателей вошли: Дмитрий Белов (режиссёр-постановщик), Светлана Горшкова (режиссёр-репетитор), Глеб Фильштинский (сценография), Елена Богданович (хореография), Евгений Загот (музыкальный руководитель) и продюсер Дмитрий Калантаров. Бюджет проекта составил около 30 млн рублей. 10 октября прошла открытая репетиция для прессы, а 18 октября состоялась премьера на сцене «Театра мюзикла». Далее был совершён тур в Санкт-Петербург («Мюзик-Холл»).
После паузы мюзикл вернулся в Москву в феврале 2015 года. На этот раз прокат осуществлялся на сцене театра «Русская песня». Затем состоялся второй тур в северной столице, после чего мюзикл отправился на гастроли в Сочи.
В 2019 году в Москве стартовала новая редакция мюзикла (режиссёр-постановщик Светлана Горшкова, художник-постановщик Ольга Шагалина, музыкальный руководитель и аранжировщик Евгений Загот, саунд-продюсер Артур Байдо, хореограф Елена Богданович, художник по свету Алексей Петров, видеоарт Миндаугас Даугела). Премьера прошла 25 января 2019 года на сцене Культурного центра «Москвич». В актёрский состав мюзикла органично вписались новые исполнители — Сергей Ли в партии Эгля и Андрей Школдыченко в партии Лонгрена.
В связи с пандемией заявленный новый состав актёров на главных ролях и блок мюзикла с 13 августа и 13-15 ноября 2020 года был перенесен на 21-22 февраля и 25-28 марта 2021 в ДКиТ МАИ, но показы не состоялись из-за отзыва лицензии правообладателями 15 февраля (Д. Ю. Калантаровым).

## Сюжет
В маленьком рыбацком городке, где практически вся жизнь сосредоточена в припортовой таверне семьи Меннерса, живёт хмурый отшельник Лонгрен. Бывший моряк, а ныне отец-одиночка с маленькой Ассоль на руках. Когда-то, пока Лонгрен был в морях, жестокосердный Меннерс отказал в помощи жене Лонгрена — Мэри, унизил её и обрёк на позор и смерть. За это суровый рыбак не стал спасать тонувшего Меннерса во время шторма. Об этом знают все, кроме юной Ассоль.
В день своего 12-летия девочка получает от отца подарок — игрушечный кораблик с алыми парусами, вырезанными из косынки её матери, и запускает его по волнам. И тогда к ней является Эгль — странник и добрый волшебник. Он рассказывает, что спустя много лет кораблик вернётся к Ассоль настоящим большим судном под алыми парусами, на мостике которого будет стоять отважный капитан Грэй.
Эту мечту Ассоль проносит сквозь годы, каждый день она проводит на маяке и каждый день зажигает его в надежде на чудо. За это люди вокруг ещё больше не любят её, обходят стороной и называют сумасшедшей. Но только не сын Меннерса, который влюблён в девушку…

## Актёрский состав
| Роль              | Артисты |
| ----------------- | --- |
| Ассоль            | Ольга Ажажа, Мария Иващенко, Мария Паротикова (с 2019)                                                                                   |
| Ассоль в детстве  | Анастасия Матвеева, Ксения Роговая, Софья Хилькова, Анастасия Чашкова, Вероника Устимова, Мария Паротикова, София Фанта, Алина Шемонаева |
| Грэй              | Мохамед Абдель Фаттах, Кирилл Гордеев, Георгий Колдун, Артём Елисеев                                                                     |
| Грэй в детстве    | Александр Колесников, Александр Трачевский, Иван Демчук, Илья Парфёнов, Василий Чернов                                                   |
| Меннерс           | Станислав Беляев, Евгений Шириков, Иван Коряковский, Роман Графов, Эмиль Салес                                                           |
| Меннерс в детстве | Артём Оганесян, Александр Колесников, Иван Ястребов, Эрик Дик, Константин Раскатов, Илья Парфёнов, Ярослав Ефременко                     |
| Лонгрен           | Андрей Белявский, Вячеслав Николаев, Антон Дёров, Алексей Кондрахов, Андрей Школдыченко                                                  |
| Эгль              | Антон Арцев, Виктор Есин, Александр Суханов, Сергей Ли                                                                                   |
| Мэри              | Виктория Пивко, Ирина Перова, Екатерина Лисоченко, Мария Плужникова                                                                      |
| Меннерс-старший   | Алексей Бобров, Александр Суханов, Константин Китанин, Евгений Аксёнов, Денис Федоренко, Евгений Скочин                                  |
| Мать Меннерса     | Елена Моисеева, Анна Гученкова, Эльвира Мухутдинова, Карина Адегамова, Ксения Кастор, Татьяна Кулакова, Светлана Горшенина               |
| Хозяйка «Маяка»   | Оксана Костецкая, Наталья Корецкая, Карина Татаршао, Эвелина Блёданс                                                                     |
| Священник         | Максим Заусалин, Антон Арцев, Константин Китанин, Константин Барышников, Илья Викторов                                                   |

### Актёрский состав (2021)*
| Роль            | Артисты                                          |
| --------------- | ------------------------------------------------ |
| Ассоль          | Мария Иващенко, Дарья Январина                   |
| Грэй            | Александр Казьмин, Ростислав Колпаков            |
| Меннерс         | Ярослав Баярунас, Роман Графов, Станислав Беляев |
| Лонгрен         | Андрей Белявский                                 |
| Эгль            | Антон Арцев, Сергей Ли                           |
| Мэри            | Мария Плужникова, Екатерина Лисоченко            |
| Меннерс-старший | Денис Федоренко                                  |
| Мать Меннерса   | Ксения Кастор, Елена Моисеева                    |
| Хозяйка «Маяка» | Наталья Корецкая, Оксана Костецкая               |
| Священник       | Константин Китанин, Максим Заусалин              |

- Премьера и выход артистов в роли не состоялись из-за отзыва лицензии на постановку.

## Музыкальные партии
| Акт I - «Увертюра / Тема мечты» — Оркестр - «Пролог» — Эгль, ансамбль - «Пена да вода» — Меннерс-старший, ансамбль - «Колыбельная Мэри» — Мэри - «Господи, помилуй» — Священник, ансамбль - «Колыбельная Лонгрена» — Лонгрен - «Капитаны» — Лонгрен, Ассоль - «Мальчишки» — детский ансамбль, ансамбль - «Ария призрака Меннерса» — Меннерс-старший - «Снасти вдрызг» — Лонгрен, ансамбль - «Словно сказочный сон» — Эгль, Ассоль - «Кораблик» — маленькая Ассоль, взрослая Ассоль - «Что смотреть в это море?» — Меннерс-младший - «Сумасшедшая» — Мать Меннерса, ансамбль - «Морская невеста» — Эгль, Ассоль, Грэй - «Мистер Грей» — Меннерс-младший, детский ансамбль, ансамбль - «Мечты, мечты» — Мать Меннерса - «Бутылочная почта» — Лонгрен - «Пена да вода» — Меннерс-младший, ансамбль | Акт II - «Увертюра второго акта» — Оркестр - «Господи, твоя воля» — Священник, ансамбль - «Ты не такая, как все!» — Меннерс-младший - «На берегу / Любовь, любовь» — Хозяйка «Маяка», ансамбль - «Любовь творит чудеса!» — Священник, Ассоль - «Жить» — Ассоль - «Таити-Гаити» — ансамбль - «Салон „Маяк“» — Хозяйка «Маяка», ансамбль - «Баллада Грэя» — Грэй - «Три свечи» — Священник, ансамбль - «Благослови, Господи» — Священник, ансамбль - «Финал (На крыльях алых парусов)» — Эгль, Ассоль, Грэй, ансамбль |

### Оркестр
В оригинальной версии оркестр в мюзикле отсутствует. Исполнение партий происходит под минусовые фонограммы.

### Саундтрек
Выход оригинального саундтрека мюзикла на CD состоялся 3 октября 2014 года в специальном издании с видеоверсией на двух дисках Blu-ray. Тираж комплекта составил всего 70 экземпляров и разыгрывался среди зрителей. К концу года саундтрек был выпущен отдельно, но вновь ограниченным тиражом и использовался только для реализации в промо-конкурсах.
В 2015 году была осуществлена студийная запись диска с основными музыкальными номерами из мюзикла.

## Постановки

### Региональные
| Город (страна)            | Компания                                     | Театральная площадка                         | Дата открытия | Дата закрытия | Кол-во спектаклей |
| ------------------------- | -------------------------------------------- | -------------------------------------------- | ------------- | ------------- | ----------------- |
| Москва* (Россия)          | РАМТ                                         | РАМТ                                         | 24.01.2010    | в прокате     | н.д.              |
| Орёл* (Россия)            | Театр «Свободное пространство»               | Театр «Свободное пространство»               | 28.04.2011    | в прокате     | н.д.              |
| Екатеринбург* (Россия)    | Театр музыкальной комедии                    | Театр музыкальной комедии                    | 27.05.2011    | в прокате     | н.д.              |
| Пермь* (Россия)           | Театр-Театр                                  | Театр-Театр                                  | 08.03.2012    | в прокате     | н.д.              |
| Новосибирск* (Россия)     | Театр «Глобус»                               | Театр «Глобус»                               | 16.03.2012    | в прокате     | н.д.              |
| Вологда* (Россия)         | ТЮЗ                                          | ТЮЗ                                          | 17.03.2012    | в прокате     | н.д.              |
| Иркутск* (Россия)         | Музыкальный театр                            | Музыкальный театр                            | 05.03.2016    | в прокате     | н.д.              |
| Омск* (Россия)            | Музыкальный театр                            | Музыкальный театр                            | 25.03.2016    | в прокате     | н.д.              |
| Иваново* (Россия)         | Музыкальный театр                            | Музыкальный театр                            | 22.04.2016    | в прокате     | н.д.              |
| Барнаул* (Россия)         | Музыкальный театр                            | Музыкальный театр                            | 30.11.2016    | в прокате     | н.д.              |
| Ижевск* (Россия)          | Национальный театр                           | Национальный театр                           | 28.09.2017    | в прокате     | н.д.              |
| Железногорск* (Россия)    | Театр оперетты                               | Театр оперетты                               | 27.10.2017    | в прокате     | н.д.              |
| Саратов* (Россия)         | Театр оперетты                               | Театр оперетты                               | 05.11.2017    | в прокате     | н.д.              |
| Волгоград* (Россия)       | Музыкальный театр                            | Музыкальный театр                            | 24.11.2017    | в прокате     | н.д.              |
| Симферополь* (Россия)     | Музыкальный театр                            | Музыкальный театр                            | 11.05.2018    | в прокате     | н.д.              |
| Караганда* (Казахстан)    | Музыкальный театр                            | Музыкальный театр                            | 26.10.2018    | в прокате     | н.д.              |
| Санкт-Петербург* (Россия) | ТЮЗ                                          | ТЮЗ                                          | 25.01.2019    | в прокате     | н.д.              |
| Оренбург* (Россия)        | Театр музыкальной комедии                    | Музыкальный театр                            | 05.10.2019    | в прокате     | н.д.              |
| Калининград* (Россия)     | Музыкальный театр                            | Музыкальный театр                            | 29.11.2019    | в прокате     | 25                |
| Южно-Сахалинск* (Россия)  | Чехов-центр                                  | Чехов-центр                                  | 08.10.2022    | в прокате     | н.д.              |
| Хабаровск* (Россия)       | Хабаровский краевой музыкальный театр        | Хабаровский краевой музыкальный театр        | 18.11.2022    | в прокате     | н.д.              |
| Ростов-на-Дону * (Россия) | Ростовский Государственный музыкальный театр | Ростовский Государственный Музыкальный театр | 30.11.2022    | в прокате     | н.д.              |

(*) — прокат блочного и репертуарного типа.

### Оригинальная
| Город (страна)   | Компания                        | Театральная площадка            | Дата открытия         | Дата закрытия         | Кол-во спектаклей |
| ---------------- | ------------------------------- | ------------------------------- | --------------------- | --------------------- | ----------------- |
| Москва* (Россия) | «Русский мюзикл»                | «Театр мюзикла» «Русская песня» | 18.10.2013 09.02.2015 | 01.12.2013 14.06.2015 | 14 37             |
| Москва* (Россия) | АНО «Музыкальное сердце театра» | Культурный центр «Москвич»      | 25.01.2019            | 29.02.2020            | --                |

(*) — прокат блочного типа.

### Гастрольные туры
| Страна | Город(а)        | Компания         | Дата открытия         | Дата закрытия         | Кол-во спектаклей |
| ------ | --------------- | ---------------- | --------------------- | --------------------- | ----------------- |
| Россия | Санкт-Петербург | «Русский мюзикл» | 11.04.2014 01.07.2015 | 28.04.2014 26.07.2015 | 23 32             |
| Россия | Сочи            | «Русский мюзикл» | 08.08.2015            | 30.08.2015            | 31                |

## Реакция

### Отзывы критиков
Рецензент «Российской газеты» Валерий Кичин положительно принял мюзикл: «Отличие нового московского спектакля от всех предыдущих — в его размахе и амбициях. Сценическая конструкция, предложенная художником Глебом Фильштинским, грандиозна и подходит скорее для стационарного мюзикла. <…> Режиссёр Дмитрий Белов и хореограф Елена Богданович используют это пространство очень изобретательно и лихо, лёгким штрихом намечая бездну мимолётных образов и ассоциаций. Музыка Максима Дунаевского звучит по-новому: под пером аранжировщика Евгения Загота она приблизилась к современным молодёжным ритмам. <…> Все ошеломляет, интригует, все способно привести в восторг.».
Марине Шимадиной из «Известий» понравилась сценография и хореография, но она отметила и минусы постановки: «Тот, кто по привычке ждёт от театра связной истории и проработанных характеров, боюсь, будет обескуражен. В этом высокотехнологичном и эффектном шоу смысл некоторых сцен совершенно теряется за танцами и акробатикой, хотя они выполнены очень здорово. Да и главные герои выглядят довольно плоско и статично на фоне колоритной толпы. <…> В вокальном плане тоже не все исполнители одинаково убедительны, что довольно странно, учитывая долгий кастинг: труппа подбиралась специально под этот проект. Огорчает и отсутствие живого оркестра, хотя музыкальный руководитель постановки Евгений Загот сделал очень качественные, современно звучащие аранжировки».
Корреспондент портала «World Podium» Юлия Бурулёва отметила, что: «Создатели мюзикла „Алые паруса“ трансформировали произведение Грина, адаптировав его под реалии современности, но герои и сюжетная концепция не изменились — вера в любовь и в исполнение мечты! <…> Каждому герою уделено своё, особое место в сюжетной линии и каждый персонаж, как главный, так и второстепенный, вносит свой неповторимый колорит. Все сцены мюзикла логичны и последовательны, даже те, кто не читал повесть Грина, без труда вникнут в сюжет. Ассоль предстоит пройти через множество преград и испытаний, но не изменить своей мечте и сама судьба вознаградит её. Яркий финал, когда соединяются два любящих сердца и на реях развеваются алые паруса, никого не оставит равнодушным! На глазах многих зрителей искрятся трогательные слезы — слёзы восторга и незабываемых эмоций!».

### Зрители
Зрительская оценка московской версии мюзикла на сайте журнала «Афиша» составляет 8,9 звезд из 10.

## Награды и номинации

### Екатеринбургская постановка
| Год  | Премия                      | Категория          | Номинант(ы)                     | Результат |
| ---- | --------------------------- | ------------------ | ------------------------------- | --------- |
| 2012 | «Музыкальное сердце театра» | Лучший спектакль   | «Театр музыкальной комедии»     | Номинация |
| 2012 | «Музыкальное сердце театра» | Лучший текст песен | Михаил Бартенев и Андрей Усачёв | Победа    |
| 2012 | «Музыкальное сердце театра» | Лучшая оркестровка | Евгений Загот                   | Победа    |
| 2012 | «Музыкальное сердце театра» | Лучшая музыка      | Максим Дунаевский               | Победа    |

### Новосибирская постановка
| Год  | Премия                      | Категория                               | Номинант(ы)      | Результат |
| ---- | --------------------------- | --------------------------------------- | ---------------- | --------- |
| 2012 | «Музыкальное сердце театра» | Лучший спектакль                        | «Глобус»         | Номинация |
| 2012 | «Музыкальное сердце театра» | Лучшая работа музыкального руководителя | Алексей Людмилин | Победа    |
| 2013 | «Золотая маска»             | Лучший мюзикл                           | «Глобус»         | Номинация |
| 2013 | «Золотая маска»             | Лучшая работа дирижёра в мюзикле        | Алексей Людмилин | Победа    |
| 2013 | «Золотая маска»             | Лучшая работа режиссёра в мюзикле       | Нина Чусова      | Номинация |

### Пермская постановка
| Год  | Премия                      | Категория                                    | Номинант(ы)                       | Результат |
| ---- | --------------------------- | -------------------------------------------- | --------------------------------- | --------- |
| 2012 | «Музыкальное сердце театра» | Лучший спектакль                             | «Театр-Театр»                     | Номинация |
| 2012 | «Музыкальное сердце театра» | Лучшая сценография                           | Виктор Шилькрот                   | Победа    |
| 2012 | «Музыкальное сердце театра» | Лучшее световое оформление                   | Евгений Виноградов                | Победа    |
| 2012 | «Музыкальное сердце театра» | Лучшая работа режиссёра                      | Борис Мильграм                    | Победа    |
| 2013 | «Золотая маска»             | Лучший мюзикл                                | «Театр-Театр»                     | Номинация |
| 2013 | «Золотая маска»             | Лучшая работа режиссёра в мюзикле            | Борис Мильграм                    | Победа    |
| 2013 | «Золотая маска»             | Лучшая женская роль в мюзикле                | Ирина Максимкина (за роль Ассоль) | Номинация |
| 2013 | «Золотая маска»             | Лучшая работа художника в музыкальном театре | Виктор Шилькрот                   | Номинация |

### Оригинальная постановка
| Год  | Премия            | Категория                    | Номинант(ы)      | Результат |
| ---- | ----------------- | ---------------------------- | ---------------- | --------- |
| 2014 | «Звезда театрала» | Лучший музыкальный спектакль | «Русский мюзикл» | Номинация |

## Видеоверсия
3 октября 2014 года вышли аудио- и видеоверсия мюзикла «Алые паруса» на CD и Blu-ray в одном трёхдисковом издании. Съёмки спектакля проходили 20 апреля в театре «Мюзик-Холл» в Санкт-Петербурге. Выход издания приурочен к 70-летнему юбилею Максима Дунаевского, поэтому и тираж составил всего 70 комплектов.
В 2019 году фильм демонстрировался на фестивале «Российской газеты» «Дубль дв@».

## Фотогалерея оригинальной постановки

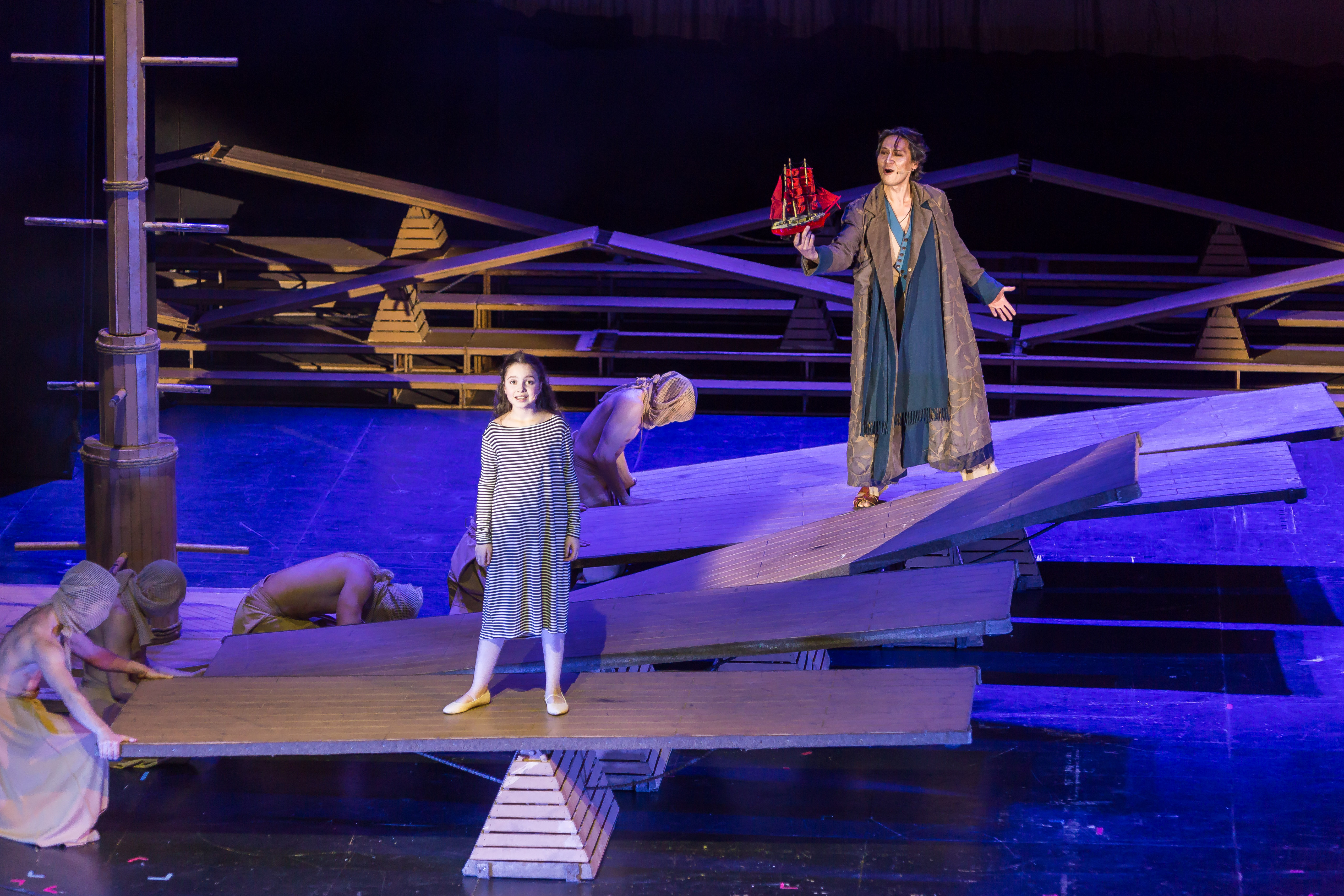
Эгль и юная Ассоль (Сергей Ли и Алина Шемонаева)
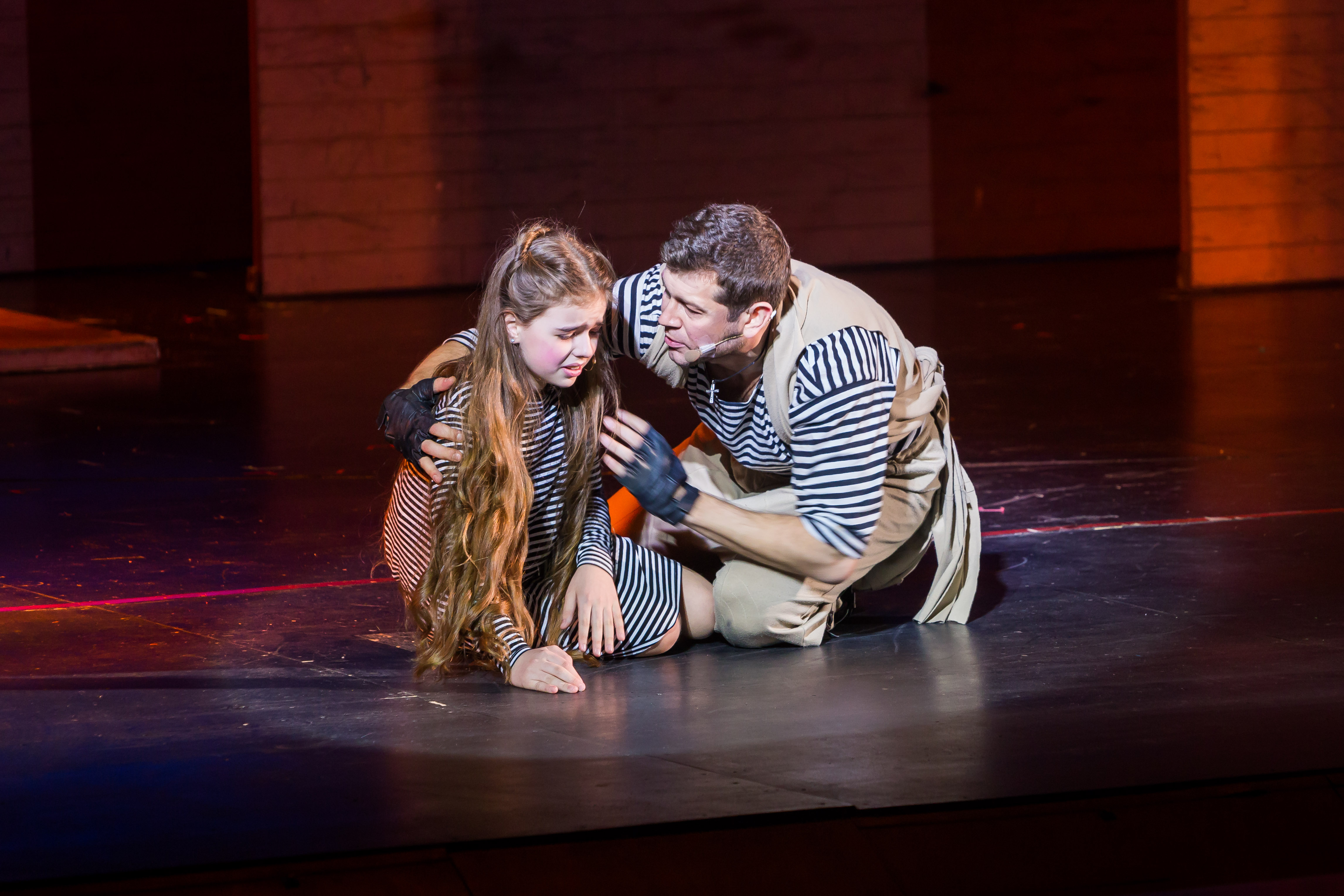
Ассоль и Лонгрэн (София Фанта и Андрей Школдыченко)
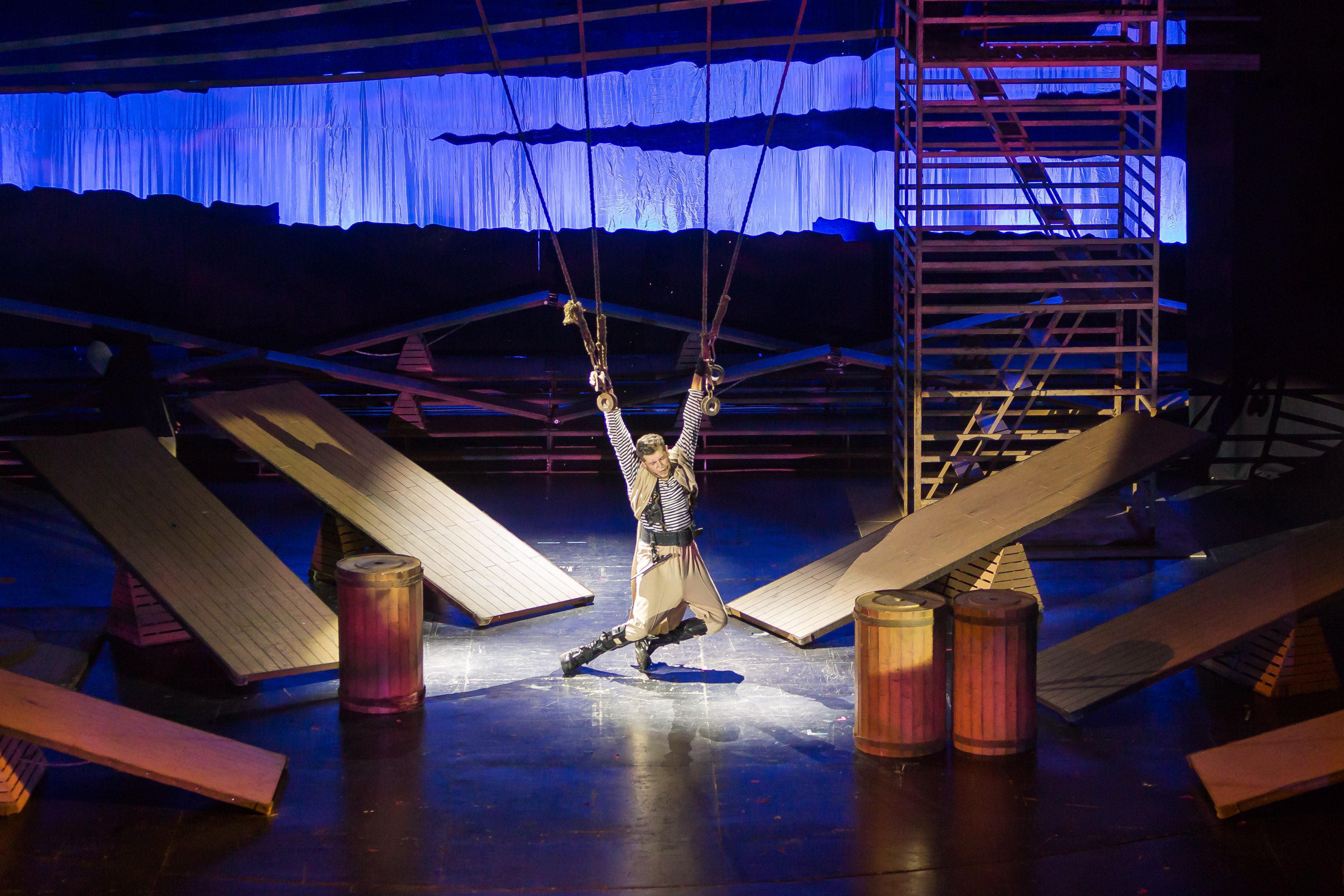
Лонгрэн (Андрей Школдыченко)
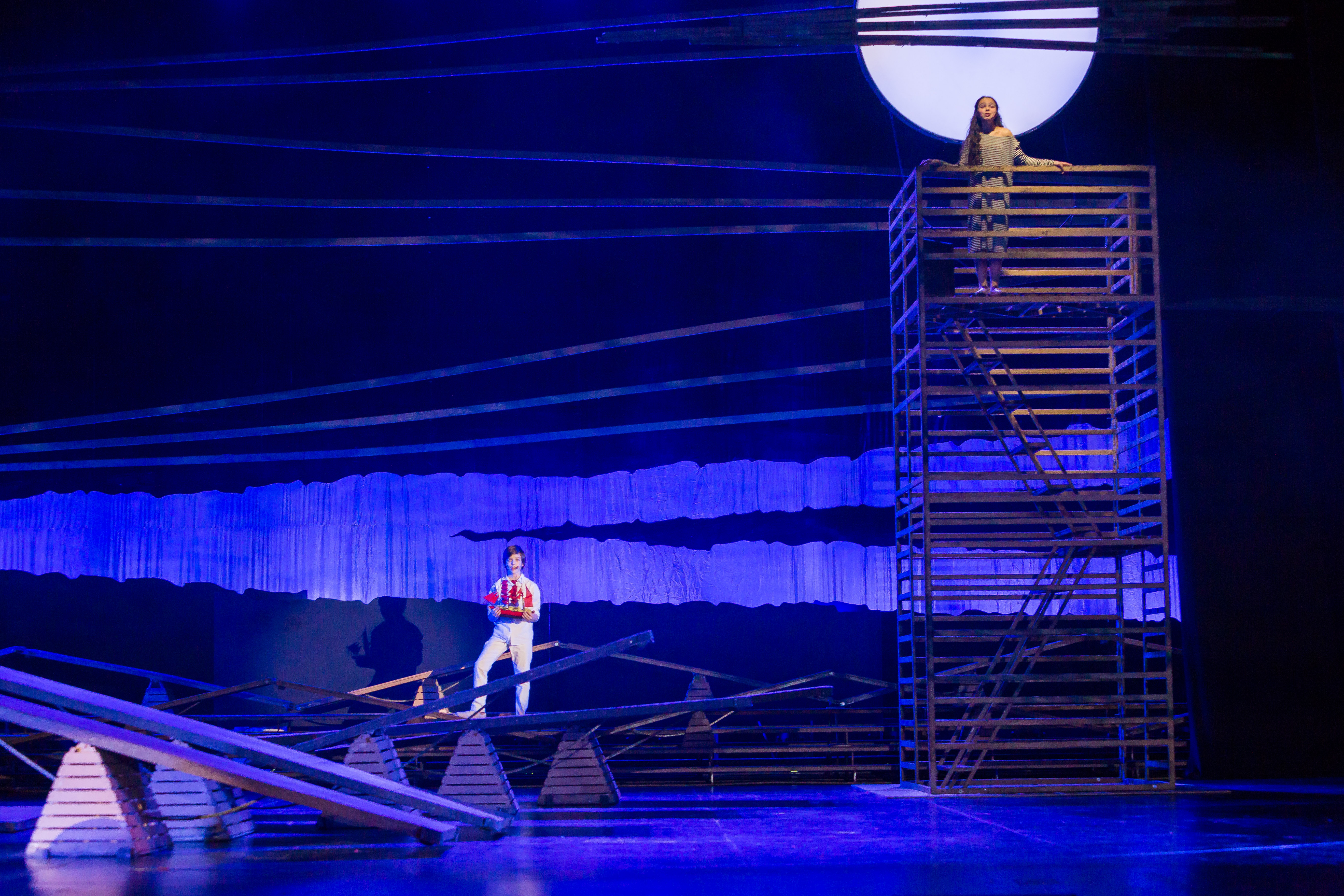
Юные Грэй и Ассоль (Иван Демчук и Алина Шемонаева)
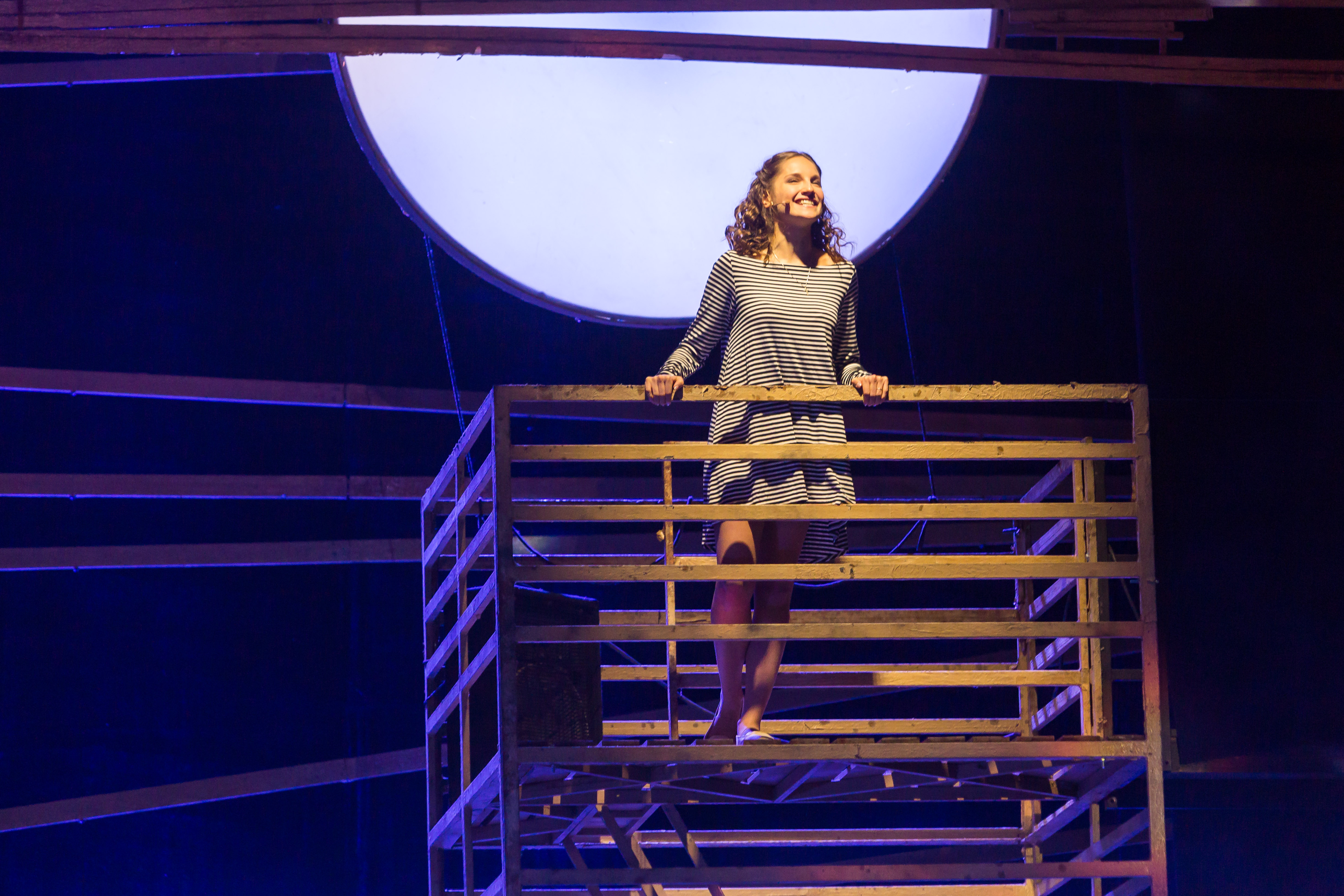
Ассоль (Мария Иващенко)
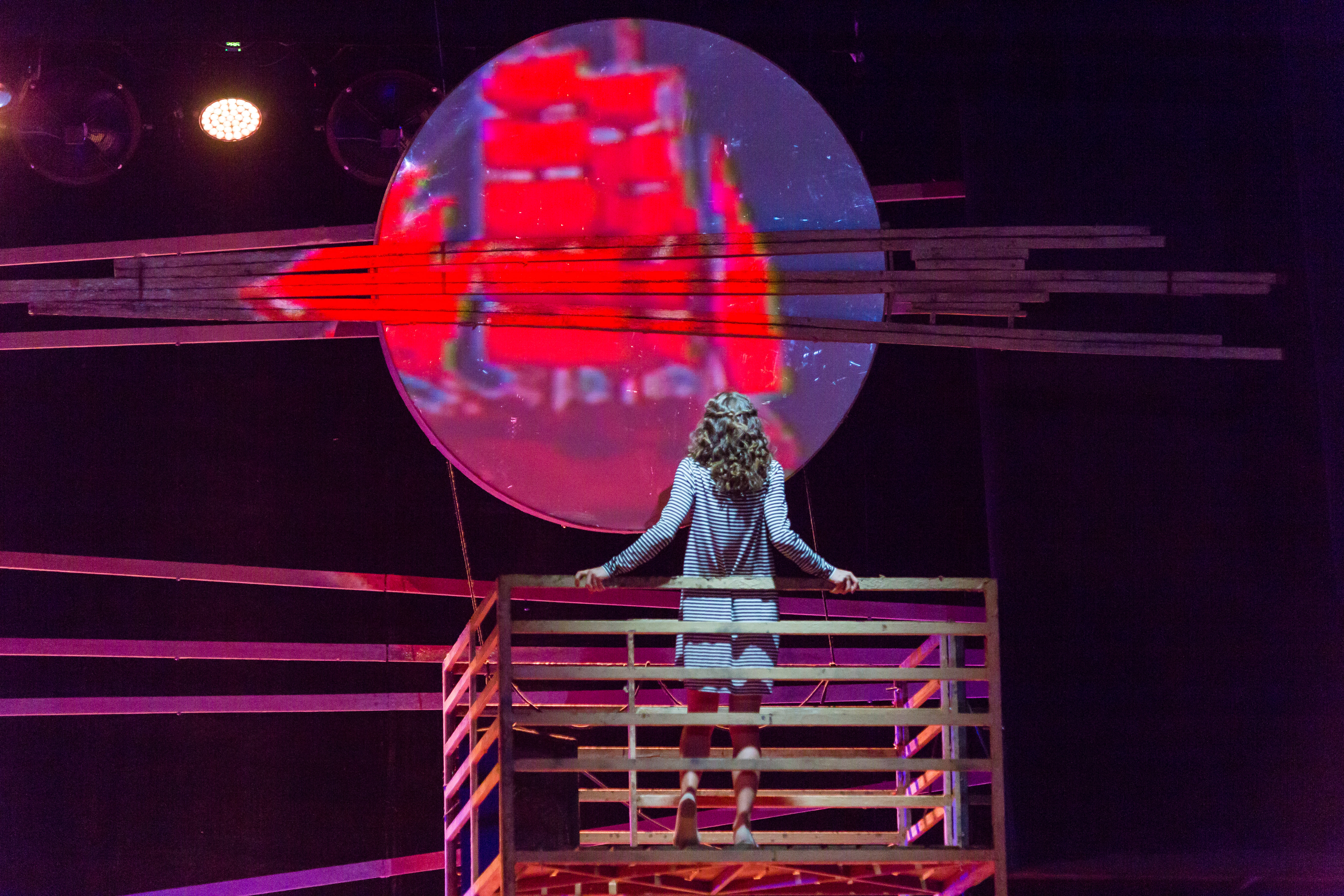
Мечты
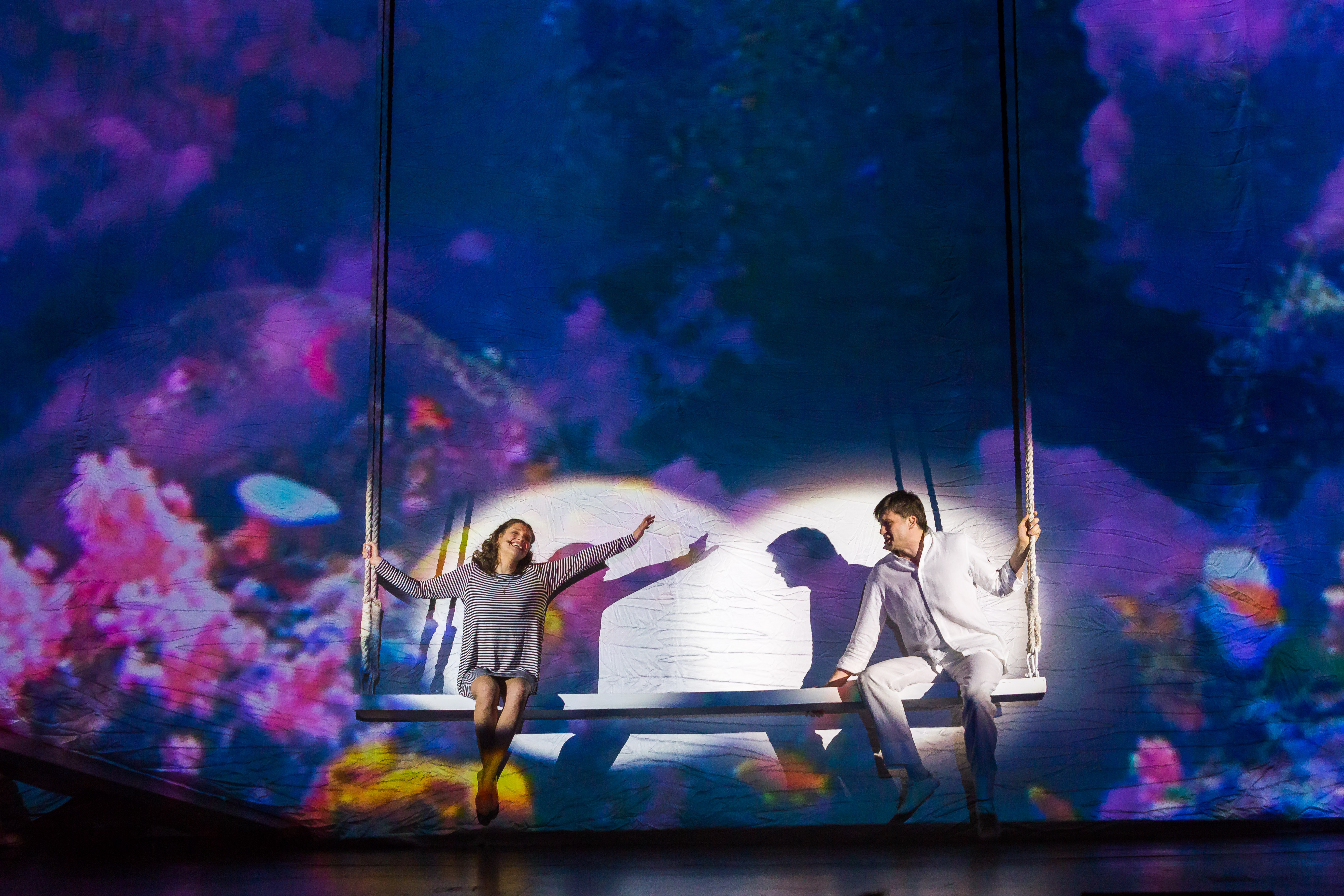
Ассоль и Грэй (Мария Иващенко и Георгий Колдун)
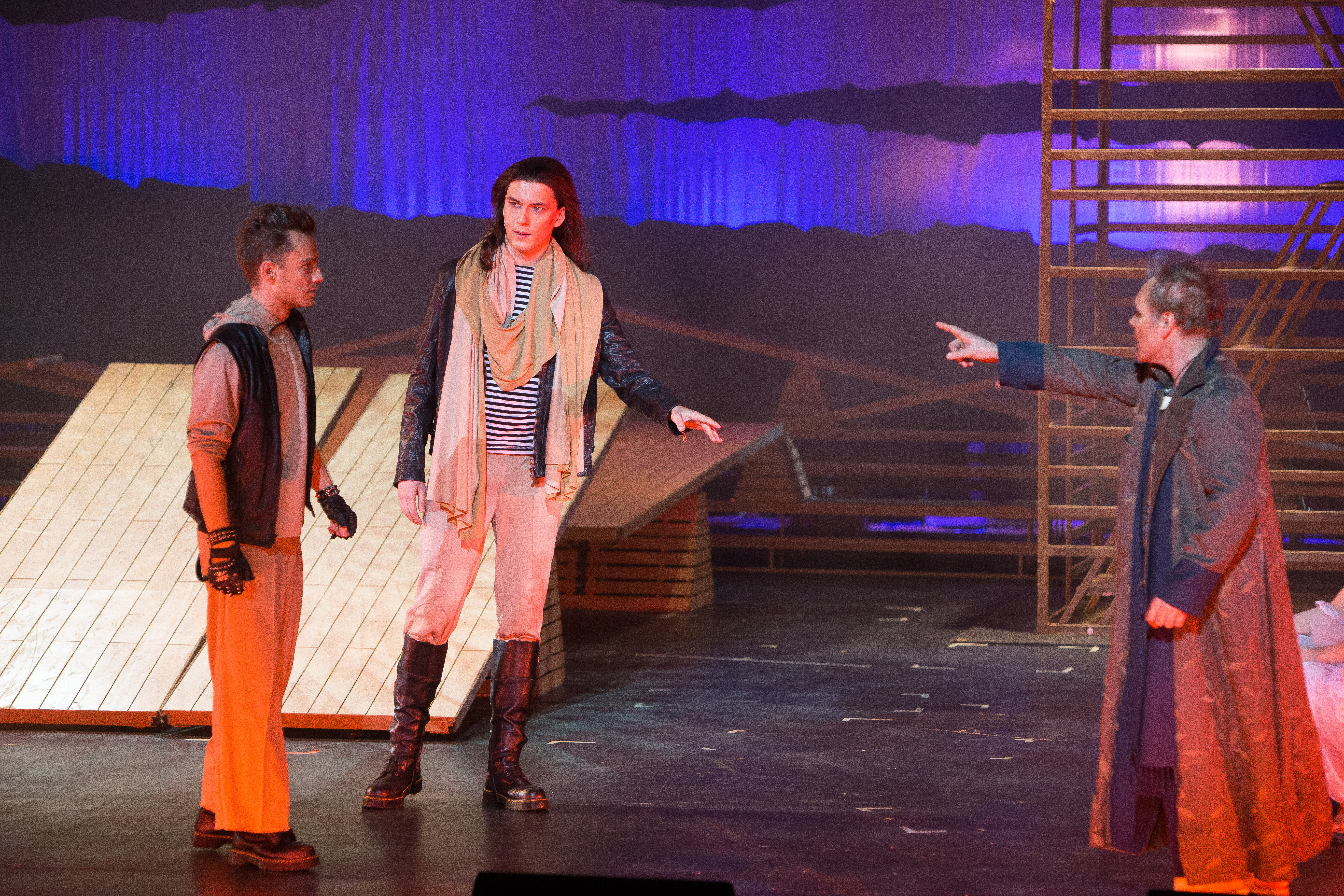
Меннерс, Грэй и Эгль (Станислав Беляев, Кирилл Гордеев и Виктор Есин)
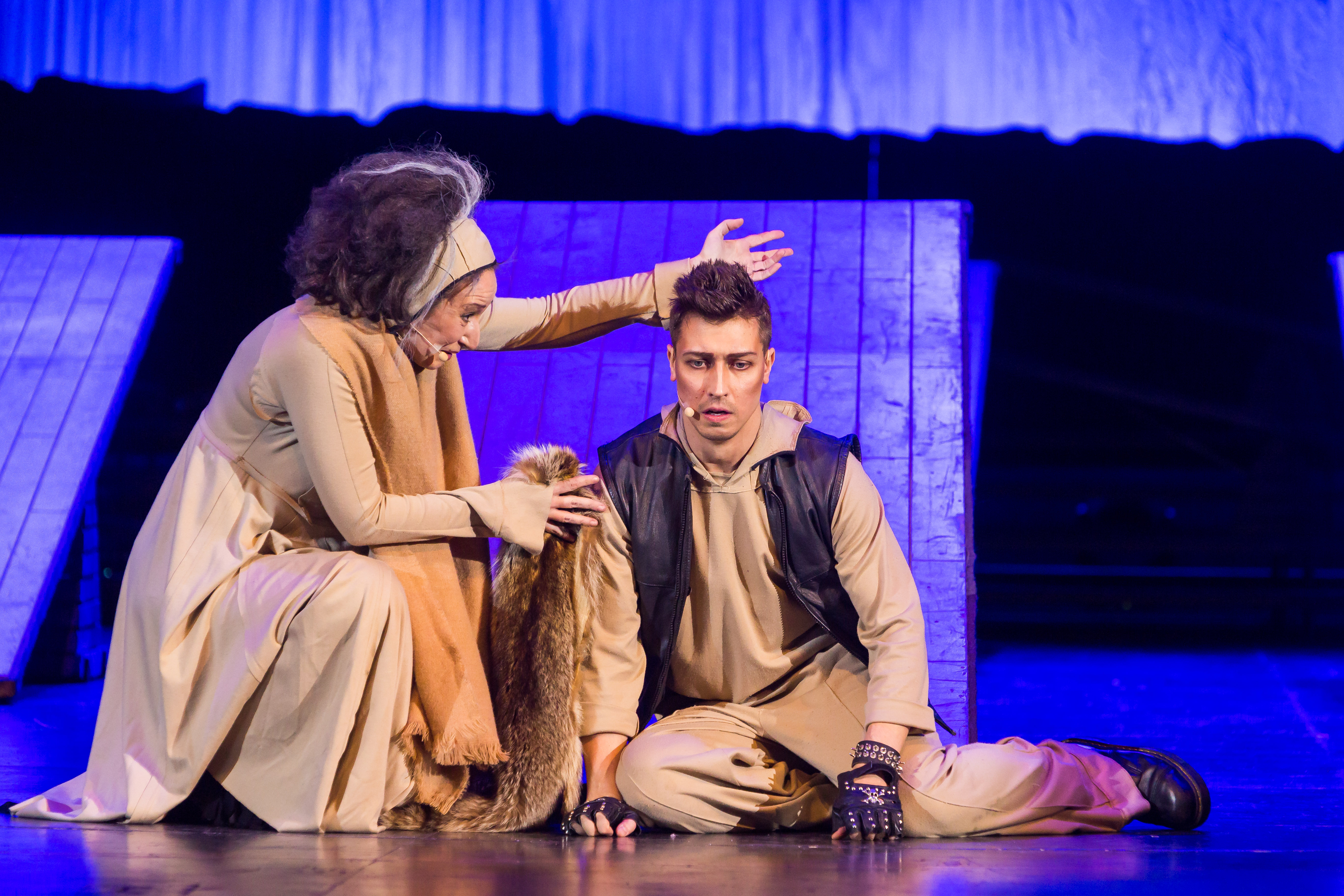
Меннерс с матерью (Ксения Кастор и Иван Коряковский)
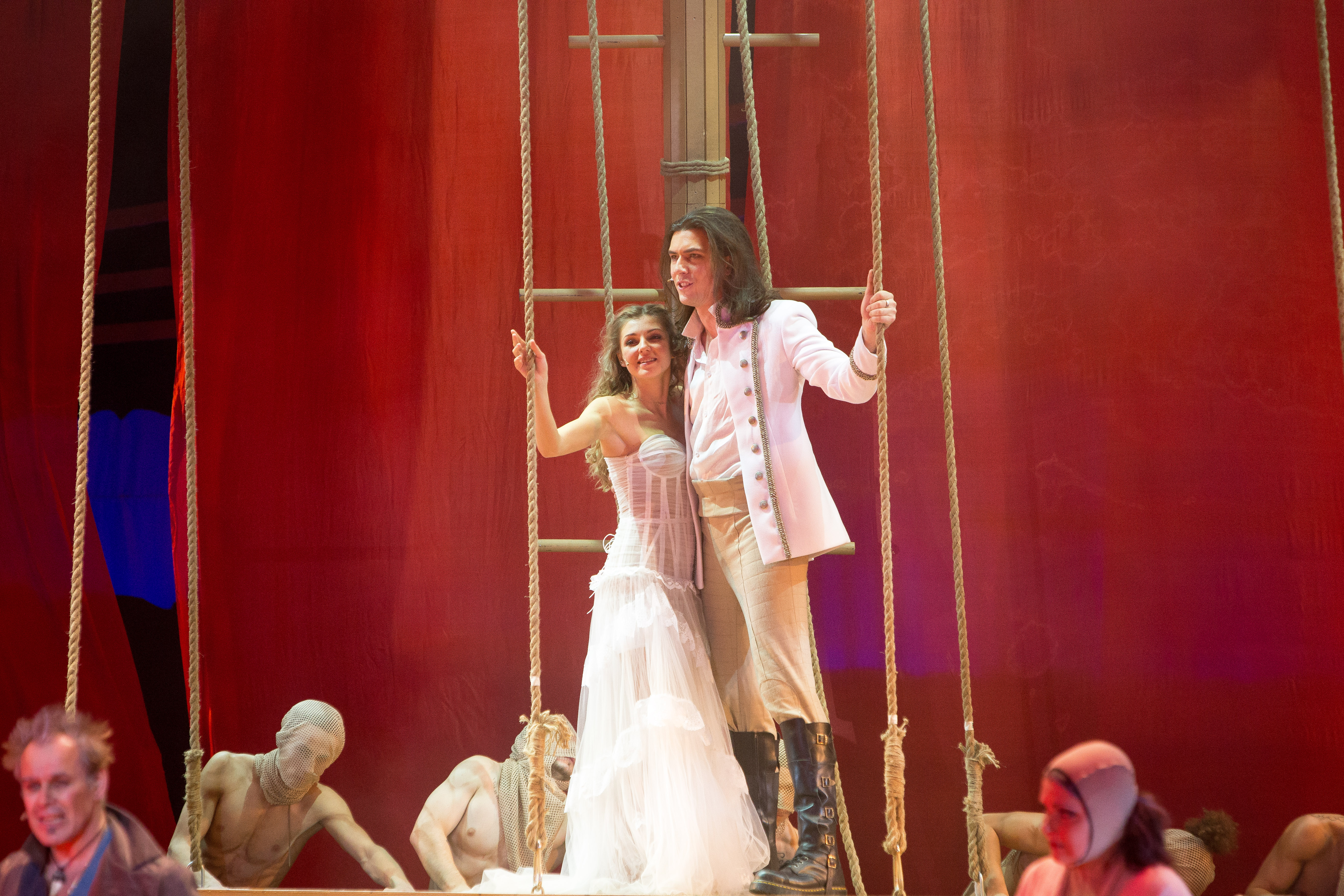
Ассоль и Грэй (Ольга Ажажа и Кирилл Гордеев)
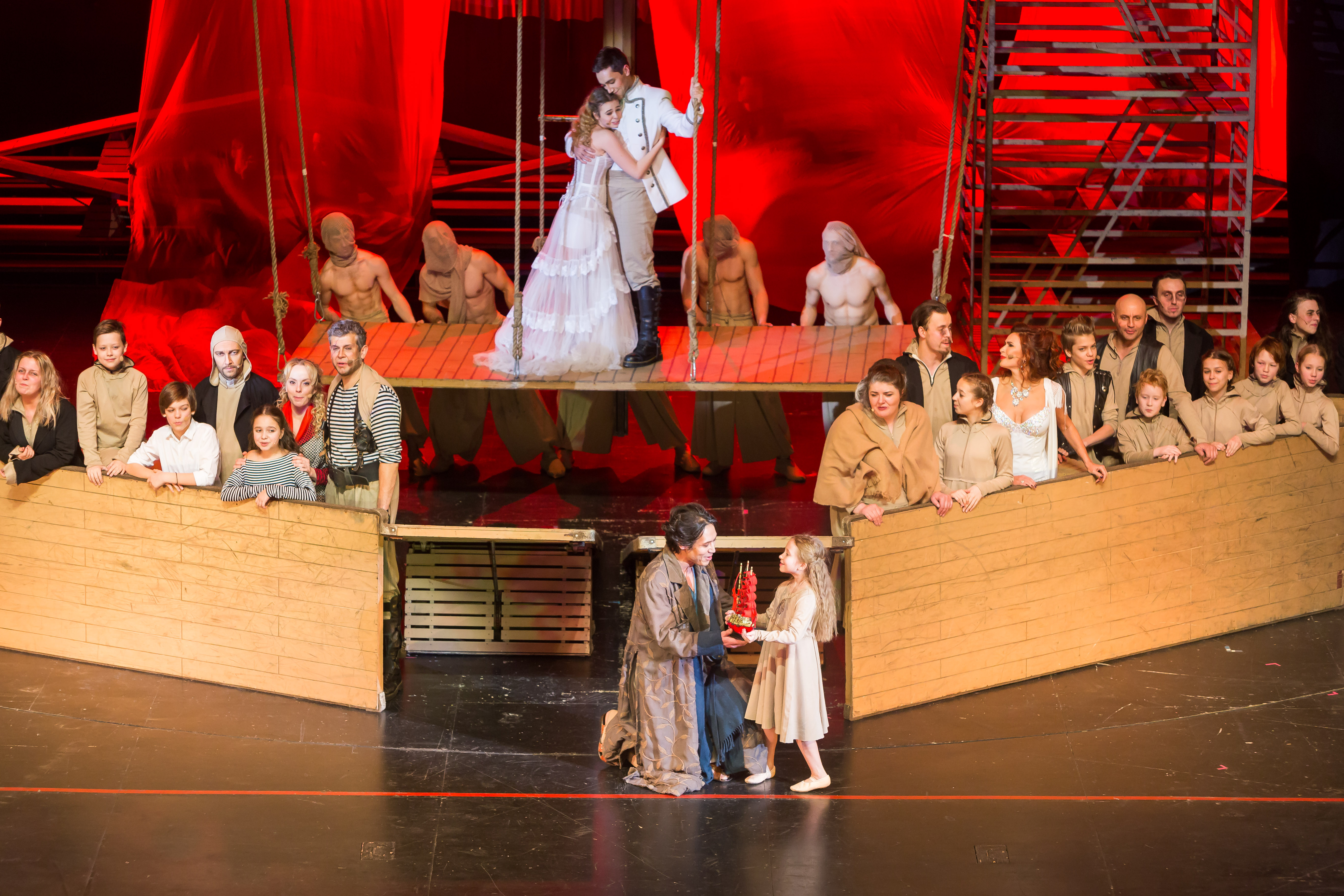
Финал
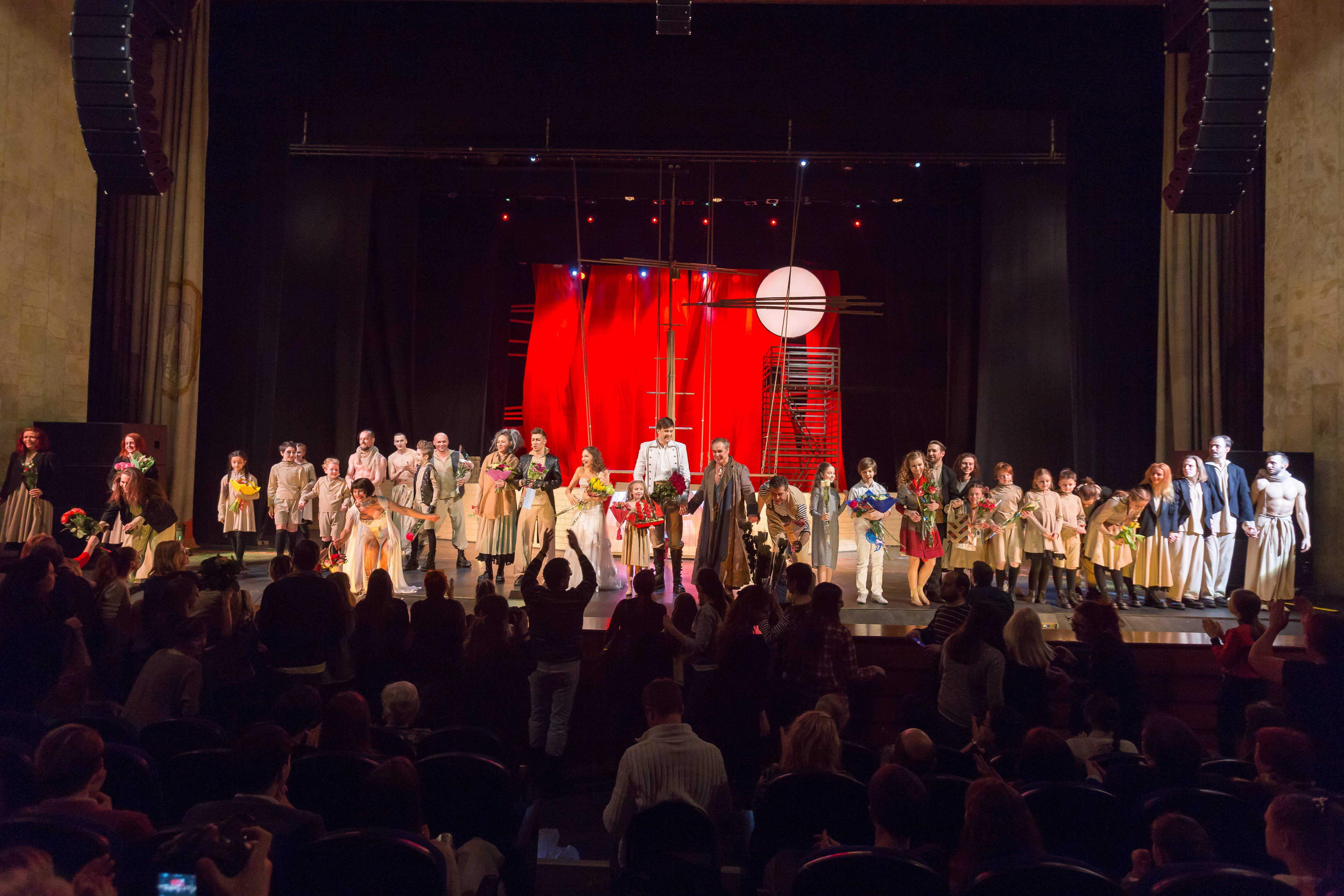
Поклоны после мюзикла